# Castello di Torrenova
Il castello di Torrenova è un edificio che prende il nome dalla sua torre, a base rettangolare, a guisa di maschio, alta una ventina di metri e coronata da merli a coda di rondine (5 sui lati paralleli alla via Casilina, 4 su quelli ad essa perpendicolari). Molti quartieri romani devono il proprio nome a "torri" o "castelli" che ne rappresentavano in antichità il punto di riferimento sia visivo che storico sociale. È il caso di Torrenova, che deve il suo nome appunto alla "Torre Nuova" , ovvero restaurata e rifatta in luogo di una precedente.

## Storia
Oggi sito sulla via Casilina all'altezza del numero civico 1390, il casale, impropriamente definito "castello" sorge su un insediamento più antico di epoca romana, forse una villa, ritenuta da alcuni (ma senza documenti certi) come appartenente - insieme alla tenuta circostante - a Fabio Cilone, intimo amico dell'imperatore Settimio Severo e istitutore dei suoi figli Caracalla e Geta, Console e Prefetto di Roma dal quale avrebbe preso il nome il toponimo di Grotta Celoni (anticamente detta Cryptae Cellorum poi Cellonis indi Cilonis). 
Questa congettura nasce da un'ipotesi scritta dal Nibby nella prima metà del XIX secolo e accolta poi, senza alcuna verifica, come verità storica. Da circa un decennio il complesso storico, pur vincolato come monumento storico nazionale è stato diviso in mini appartamenti e venduto anche a privati e forma pertanto un vero e proprio condominio, con riflessi negativi per un eventuale recupero totale delle strutture e per eventuali aperture e visite al pubblico. 
In quello che fu il "giardino" murato del casale (e che ha dato nome al fosso del Giardino e poi alla vicina borgata Giardinetto poi detta Giardinetti) sono ancora presenti i resti di un ninfeo dei primi del Cinquecento detto "Bagno della Bella Cenci", ma a cui è impossibile accedere poiché sede stabile di persone senzatetto. La storia del casale è documentata in modo certo solo a partire dalla seconda metà del XIII secolo, quando apparteneva ai Bove o Bobone ed era conosciuta col nome di casale o torre di Giovanni Bove. Nel 1500, la proprietà viene accertata alla famiglia romana dei Capranica. 
Nel 1562 la tenuta e l'intero casale venne venduto a Cristoforo membro di spicco della famiglia Cenci del ramo di Arenula, il cui figlio Francesco Cenci incorporò nella tenuta tre altri fondi vicini: le pediche di San Matteo, delle Forme e del Torraccio. Nel giro di appena otto anni (1562-1600) Francesco Cenci riuscì ad inglobare all'originario e modesto casale medievale un tale numero di proprietà, che il latifondo si estese dai 258,5 rubbia iniziali a 925 rubbia nel 1600, equivalenti ad oltre 1700 ettari. Costretto a fuggire da Roma per evitare una condanna, Francesco si rifugiò a Petrella Salto, presso la tenuta della famiglia Colonna (patroni dei Cenci), dove venne assassinato. Del complotto vennero accusati i figli di Francesco e tutti i familiari: Beatrice, la figlia, la moglie di secondo letto Lucrezia, i figli Giacomo e Bernardo, il castellano Olimpio Calvetti ed il maniscalco Marzio da Fioran, detto "il Catalano".
Dopo l'esecuzione, avvenuta l'11 settembre 1599, le proprietà della famiglia Cenci furono confiscate dalla Camera Apostolica e vendute all'asta per 91.000 scudi. La grande tenuta di Torrenova venne acquistata da un Aldobrandini, Gian Francesco (fiorentino, figlio di un Giorgio Aldobrandini appartenente ad un ramo cadetto della famiglia), parente di papa Clemente VIII, che aveva decretato la condanna a morte.

### Dagli Aldobrandini ai Borghese
L'Aldobrandini, dopo aver trasformato la torre costruendole attorno un vero e proprio castello merlato a imitazione di più antichi fortilizi e l'adiacente chiesa di San Clemente per sé e la sua famiglia, fu costretto ad abbandonare l'Italia per andare a combattere contro i Turchi in Ungheria dove morì il 17 settembre del 1601. La moglie Olimpia Aldobrandini (nipote di papa Clemente VIII Aldobrandini) ingrandì ulteriormente la proprietà con l'annessione nel 1607 del fondo di Casa Calda e, dieci anni dopo, dell'ultima porzione della proprietà di S. Matteo. L'ultima acquisizione infine risale al 1637, anno in cui i figli di Olimpia aggiunsero il casale di Tor Vergata.
Con la morte di Ippolito Aldobrandini, nel 1638, si estinse il ramo principale della dinastia Aldobrandini e tutte le ricchezze passarono all'unica erede rimasta, Olimpia juniore (1623-1682), principessa di Rossano, figlia del fratello Giovanni Giorgio. La giovane Olimpia sposò in prime nozze Paolo Borghese (1624-1646), nipote del pontefice Paolo V, ma rimase vedova giovanissima e nel 1647 contrasse un secondo matrimonio con Camillo Pamphili (1622-1666). Il 20 febbraio 1683 Giambattista Borghese prese possesso di Torrenova.

### XIX e XX secolo
La tenuta rimase della famiglia Borghese fino ai primi del 1900 e, non essendo strategica né centrale per il patrimonio familiare, le notizie dei successivi due secoli sono decisamente scarse. La tenuta di Torrenova ritorna negli scritti notarili nel 1848, quando don Marcantonio V Borghese cedette al Municipio della Roma repubblicana il territorio tra l'odierna zona di Torre Maura e Torrenova, che fu destinato ad un Istituto Agrario per gli orfani dell'ospizio di S. Maria degli Angeli.
A cavallo dell'inizio del nuovo secolo una crisi economica colpì anche le fortune dei Borghese e Torrenova passò in proprietà di Annamaria de Ferrari Borghese, moglie di Scipione Borghese e nuora del vecchio proprietario, Paolo. Del periodo 1909-1914 è la bonifica di Torrenova e di altre terre dei Borghese, opera del principe Scipione.
Il 29 marzo 1923 Giuseppe Migliorelli acquistò il castello e parco circostante, mentre la tenuta fu suddivisa e venduta separatamente, passando per diversi proprietari fino alla lottizzazione degli anni 1950-1952. Nell'immediato dopoguerra un'ala del castello (quella che dà su via Casilina) fu adibita ad aula scolastica, mentre le vecchie scuderie e stalle si trasformarono in botteghe e le ali più interne (quelle che guardano la tenuta) divennero abitazioni private.